# Argentina en la Copa Mundial de Fútbol de 2006
La selección de Argentina fue uno de los 32 equipos participantes en la Copa Mundial de Fútbol de 2006, torneo que se llevó a cabo del 9 de junio al 9 de julio en Alemania.
Argentina se clasificó para el torneo luego de obtener el segundo lugar en el proceso de la Conmebol, siendo superada por Brasil, únicamente por diferencia de goles. Debido a su trayectoria (que incluye dos campeonatos mundiales, en 1978 y 1986 y dos subcampeonatos mundiales, en 1930 y 1990), la Albiceleste fue una de las favoritas para ganar el torneo.
Estuvo incluida en el Grupo C, considerado como el Grupo de la muerte, enfrentándose en primera ronda a los Países Bajos, Costa de Marfil y Serbia y Montenegro, clasificándose posteriormente para la segunda ronda.
Durante la fase de eliminación logró vencer a México por 2:1, con un gol de Maxi Rodríguez durante el tiempo suplementario; fue considerado el mejor gol del torneo en una encuesta realizada por la FIFA. Debió enfrentarse en cuartos de final con la selección anfitriona, Alemania; el encuentro terminó empatado 1 a 1, con goles de Roberto Ayala a favor de Argentina, y Miroslav Klose a favor de Alemania, en el tiempo suplementario no hubo goles  y Argentina quedó eliminada luego de caer 4 a 2 en la ronda de penaltis. Roberto Ayala y Esteban Cambiasso erraron sus tiros.

## Clasificación
La selección argentina obtuvo su pase a la fase final del torneo al obtener el segundo lugar en las eliminatorias de la Conmebol. Fue la primera selección sudamericana en clasificarse, a tres fechas del final, tras derrotar por 3:1 a la selección brasileña en Buenos Aires. El equipo había conservado la primera posición hasta la última fecha, cuando una derrota por 1:0 contra Uruguay determinó que Brasil obtuviera el primer puesto por diferencia de goles, ya que ambos seleccionados habían conseguido 34 puntos.
El equipo argentino estuvo dirigido a lo largo de las eliminatorias por dos entrenadores: Marcelo Bielsa, quien renunció a su cargo el 14 de septiembre de 2004, apenas días después del triunfo contra Perú en Lima, y José Pekerman, quien se desempeñó en el cargo durante el resto de la eliminatoria y la fase final de la Copa del Mundo.

### Tabla de posiciones
| Pos. | Selección | Pts | PJ | PG | PE | PP | GF | GC | Dif. |
| ---- | --------- | --- | -- | -- | -- | -- | -- | -- | ---- |
| 1.   | Brasil    | 34  | 18 | 9  | 7  | 2  | 35 | 17 | 18   |
| 2.   | Argentina | 34  | 18 | 10 | 4  | 4  | 29 | 17 | 12   |
| 3.   | Ecuador   | 28  | 18 | 8  | 4  | 6  | 23 | 19 | 4    |
| 4.   | Paraguay  | 28  | 18 | 8  | 4  | 6  | 23 | 23 | 0    |
| 5.   | Uruguay   | 25  | 18 | 6  | 7  | 5  | 23 | 28 | –5   |
| 6.   | Colombia  | 24  | 18 | 6  | 6  | 6  | 24 | 16 | 8    |
| 7.   | Chile     | 22  | 18 | 5  | 7  | 6  | 18 | 22 | –4   |
| 8.   | Venezuela | 18  | 18 | 5  | 3  | 10 | 20 | 28 | –8   |
| 9.   | Perú      | 18  | 18 | 4  | 6  | 8  | 20 | 28 | –8   |
| 10.  | Bolivia   | 14  | 18 | 4  | 2  | 12 | 20 | 37 | –17  |

### Partidos
| Fecha                   | Lugar          | Jornada |           | Resultado |           |
| ----------------------- | -------------- | ------- | --------- | --------- | --------- |
| 6 de septiembre de 2003 | Buenos Aires   | 1       | Argentina | 2:2 (2:0) | Chile     |
| 9 de septiembre de 2003 | Caracas        | 2       | Venezuela | 0:3 (0:3) | Argentina |
| 15 de noviembre de 2003 | Buenos Aires   | 3       | Argentina | 3:0 (0:0) | Bolivia   |
| 19 de noviembre de 2003 | Barranquilla   | 4       | Colombia  | 1:1 (0:1) | Argentina |
| 30 de marzo de 2004     | Buenos Aires   | 5       | Argentina | 1:0 (0:0) | Ecuador   |
| 2 de junio de 2004      | Belo Horizonte | 6       | Brasil    | 3:1 (1:0) | Argentina |
| 6 de junio de 2004      | Buenos Aires   | 7       | Argentina | 0:0       | Paraguay  |
| 4 de septiembre de 2004 | Lima           | 8       | Perú      | 1:3 (0:1) | Argentina |
| 9 de octubre de 2004    | Buenos Aires   | 9       | Argentina | 4:2 (3:0) | Uruguay   |
| 13 de octubre de 2004   | Santiago       | 10      | Chile     | 0:0       | Argentina |
| 17 de noviembre de 2004 | Buenos Aires   | 11      | Argentina | 3:2 (2:1) | Venezuela |
| 26 de marzo de 2005     | La Paz         | 12      | Bolivia   | 1:2 (0:0) | Argentina |
| 30 de marzo de 2005     | Buenos Aires   | 13      | Argentina | 1:0 (0:0) | Colombia  |
| 4 de junio de 2005      | Quito          | 14      | Ecuador   | 2:0 (0:0) | Argentina |
| 8 de junio de 2005      | Buenos Aires   | 15      | Argentina | 3:1 (3:0) | Brasil    |
| 3 de septiembre de 2005 | Asunción       | 16      | Paraguay  | 1:0 (1:0) | Argentina |
| 9 de octubre de 2005    | Buenos Aires   | 17      | Argentina | 2:0 (0:0) | Perú      |
| 12 de octubre de 2005   | Montevideo     | 18      | Uruguay   | 1:0 (0:0) | Argentina |

### Goleadores
| #     | Jugador             | Anotado | PJ | Prom. | Jugada | Cabeza | Tiro libre | Penal |
| ----- | ------------------- | ------- | -- | ----- | ------ | ------ | ---------- | ----- |
| 1     | Hernán Crespo       | 7       | 11 | 0.64  | 6      | 1      |            |       |
| 2     | Luciano Figueroa    | 3       | 5  | 0.6   | 2      | 1      |            |       |
|       | Pablo Aimar         | 3       | 8  | 0.38  | 3      |        |            |       |
|       | Juan Román Riquelme | 3       | 9  | 0.33  | 1      |        | 1          | 1     |
| 3     | Juan Pablo Sorín    | 2       | 13 | 0.15  | 2      |        |            |       |
| 4     | Luciano Galletti    | 1       | 3  | 0.33  | 1      |        |            |       |
|       | Mauro Rosales       | 1       | 3  | 0.33  | 1      |        |            |       |
|       | Fabricio Coloccini  | 1       | 7  | 0.14  |        | 1      |            |       |
|       | Andrés D'Alessandro | 1       | 9  | 0.11  |        |        | 1          |       |
|       | César Delgado       | 1       | 10 | 0.1   | 1      |        |            |       |
|       | Javier Saviola      | 1       | 10 | 0.1   | 1      |        |            |       |
|       | Kily González       | 1       | 11 | 0.09  | 1      |        |            |       |
|       | Lucho González      | 1       | 12 | 0.08  | 1      |        |            |       |
|       | Javier Zanetti      | 1       | 12 | 0.08  | 1      |        |            |       |
|       | En propia puerta    | 2       |    |       | 1      | 1      |            |       |
| Total | Total               | 29      | 18 | 1.61  | 22     | 4      | 2          | 1     |

## Preparación

### Partidos previos
La selección albiceleste llegó a Alemania con pocos partidos de preparación. Desde que habían finalizado las eliminatorias hasta un mes antes del comienzo de la competición, se enfrentó con Inglaterra en Ginebra (derrota por 3:2), Catar en Doha (triunfo por 3:0) y Croacia en Basilea (derrota por 3:2). La Argentina disputó sólo un partido amistoso durante los meses previos al mundial contra Angola (triunfo por 2:0). Esta falta de partidos preparatorios había desencadenado, a fines del 2005, las críticas de José Pekerman. Además, otra preocupación afectaba al técnico: los lesionados. Varios jugadores estaban recuperándose de lesiones que los habían alejado por meses del campo de juego, como Gabriel Heinze y Lionel Messi, por lo que se desconocía si podrían llegar en condiciones físicas y futbolísticas para el debut.
Datos correspondientes al periodo entre la finalización de la Copa FIFA Confederaciones 2005 y el inicio de la Copa Mundial de Fútbol de 2006
| Fecha                   | Lugar    | Competición |           |                      | Resultado |                       |            |
| ----------------------- | -------- | ----------- | --------- | -------------------- | --------- | --------------------- | ---------- |
| 17 de agosto de 2005    | Budapest | Amistoso    | Hungría   | Bandera de Hungría   | 1:2 (1:1) | Bandera de Argentina  | Argentina  |
| 12 de noviembre de 2005 | Ginebra  | Amistoso    | Argentina | Bandera de Argentina | 2:3 (1:1) | Bandera de Inglaterra | Inglaterra |
| 16 de noviembre de 2005 | Doha     | Amistoso    | Catar     | Bandera de Catar     | 0:3 (0:0) | Bandera de Argentina  | Argentina  |
| 2 de marzo de 2006      | Basilea  | Amistoso    | Argentina | Bandera de Argentina | 2:3 (1:2) | Bandera de Croacia    | Croacia    |
| 30 de mayo de 2006      | Salerno  | Amistoso    | Angola    | Bandera de Angola    | 0:2 (0:2) | Bandera de Argentina  | Argentina  |

#### Hungría vs. Argentina
| 17 de agosto de 2005 | Hungría       | 1:2 (1:1) | Argentina                  | Estadio Ferenc Puskás, Budapest                                  |                                                                  |
|                      | Torghelle 29' | Reporte   | Rodríguez 19' · Heinze 61' | Asistencia: Sin datos sobre espectadores Árbitro(s): Markus Merk | Asistencia: Sin datos sobre espectadores Árbitro(s): Markus Merk |

| Uniformes | Uniformes |
| --------- | --------- |
|           |           |

#### Argentina vs. Inglaterra
| 12 de noviembre de 2005 | Argentina               | 2:3 (1:1) | Inglaterra                 | Stade de Genève, Ginebra                                   |                                                            |
|                         | Crespo 34' · Samuel 53' | Reporte   | Rooney 39' · Owen 86', 90' | Asistencia: 29 000 espectadores Árbitro(s): Philippe Leuba | Asistencia: 29 000 espectadores Árbitro(s): Philippe Leuba |

| Uniformes | Uniformes |
| --------- | --------- |
|           |           |

#### Catar vs. Argentina
| 16 de noviembre de 2005 | Catar | 0:3 (0:0) | Argentina                           | Estadio Jassim bin Hamad, Doha                                            |                                                                           |
|                         |       | Reporte   | Riquelme 70' · Cruz 71' · Ayala 73' | Asistencia: Sin datos sobre espectadores Árbitro(s): Saad Kamil Al-Fadhli | Asistencia: Sin datos sobre espectadores Árbitro(s): Saad Kamil Al-Fadhli |

| Uniformes | Uniformes |
| --------- | --------- |
|           |           |

#### Argentina vs. Croacia
| 1 de marzo de 2006 | Argentina           | 2:3 (2:1) | Croacia                             | St. Jakob-Park, Basilea                                          |                                                                  |
|                    | Tévez 4' · Messi 6' | Reporte   | Klasnić 3' · Srna 52' · Šimić 90+2' | Asistencia: Sin datos sobre espectadores Árbitro(s): Markus Nobs | Asistencia: Sin datos sobre espectadores Árbitro(s): Markus Nobs |

| Uniformes | Uniformes |
| --------- | --------- |
|           |           |

#### Angola vs. Argentina
| 30 de mayo de 2006 | Angola | 0:2 (0:2) | Argentina                 | Estadio Arechi, Salerno                                             |                                                                     |
|                    |        | Reporte   | Rodríguez 17' · Sorín 39' | Asistencia: Sin datos sobre espectadores Árbitro(s): Stefano Farina | Asistencia: Sin datos sobre espectadores Árbitro(s): Stefano Farina |

| Uniformes | Uniformes |
| --------- | --------- |
|           |           |

### Cuartel

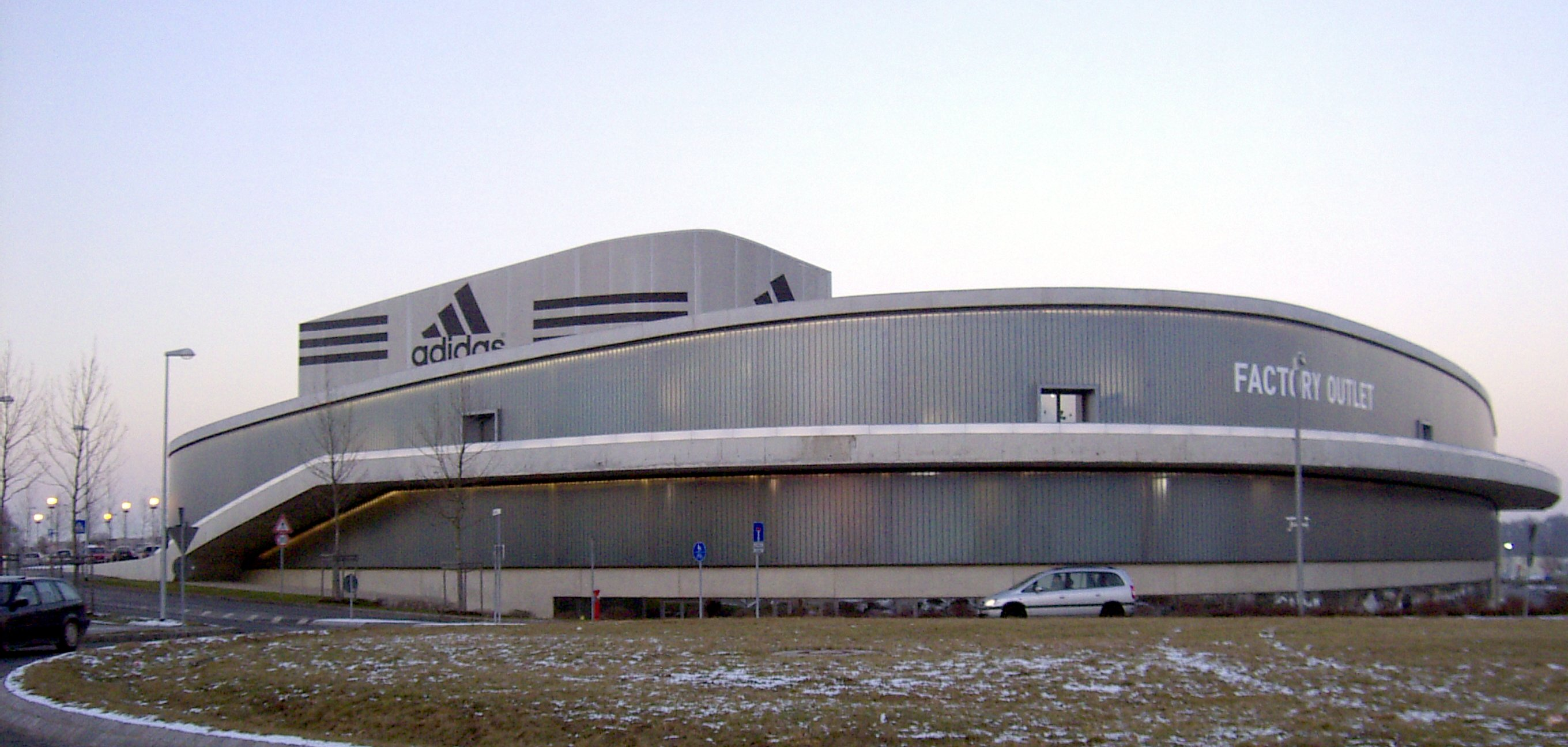
Sede central de Adidas en Herzogenaurach.

La selección estableció su cuartel en la ciudad de Herzogenaurach, en Baviera. Arribó a la ciudad el 31 de mayo, alojándose en el hotel HerzogsPark, y entrenó en el complejo deportivo de Adidas (empresa auspiciante de la selección), cuyo estadio posee una tribuna con capacidad para 3.000 espectadores. El mismo día de la llegada, falleció en la Argentina el padre del mediocampista Leandro Cufré, quien a pesar de contar con la autorización del técnico decidió no regresar a su país ya que su padre se lo había pedido.

## Uniforme

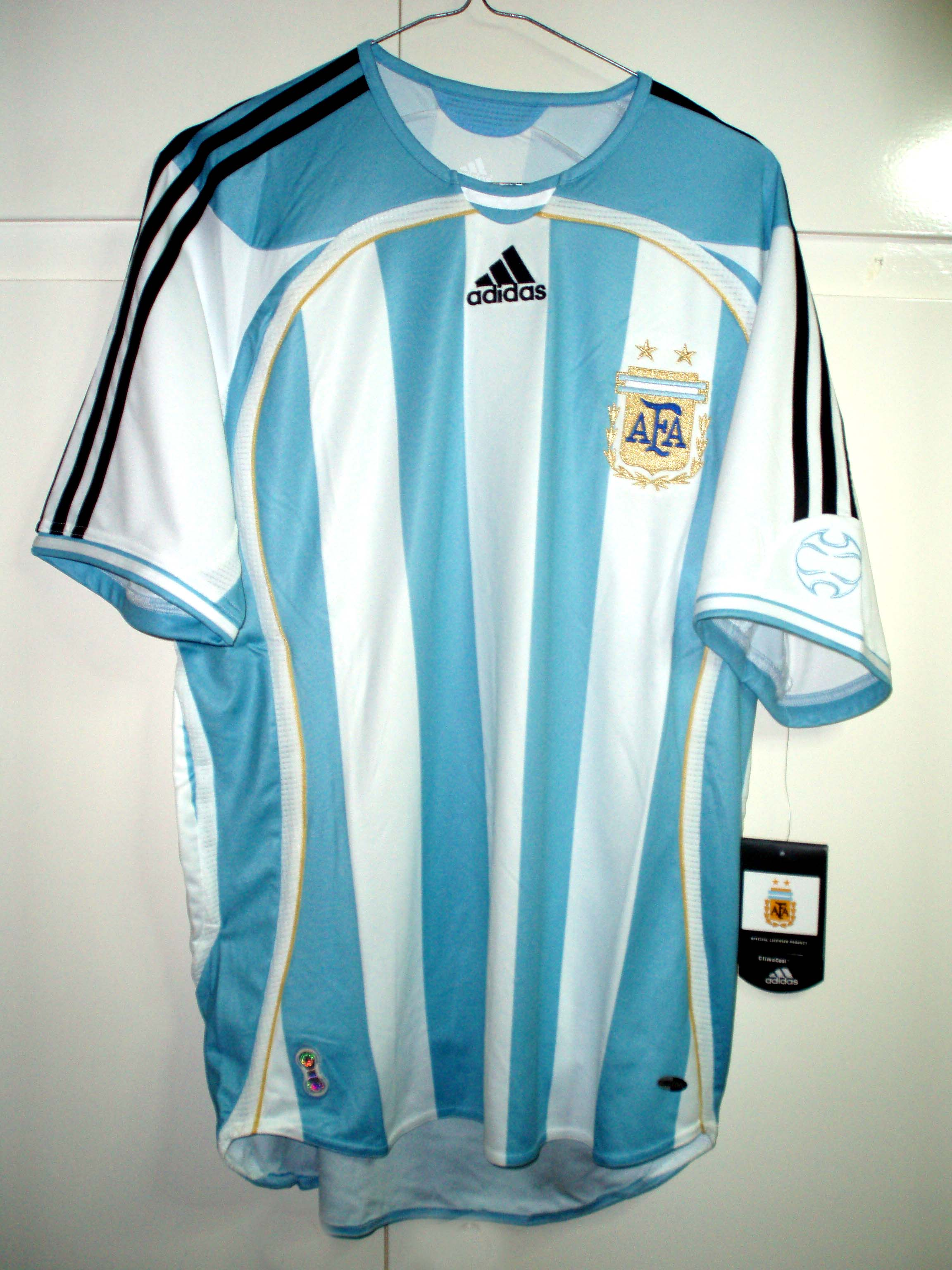
Camiseta titular diseñada por Adidas.

### Oficial

#### Manga corta
| Opción 1 | Opción 2 | Opción 3 | Opción 4 |

#### Manga larga
| Opción 1 | Opción 2 | Opción 3 | Opción 4 |

### Alternativo

#### Manga corta
| Opción 1 | Opción 2 | Opción 3 | Opción 4 |

#### Manga larga
| Opción 1 | Opción 2 | Opción 3 | Opción 4 |

### Portero

#### Manga corta
| Opción 1 | Opción 2 | Opción 3 |

#### Manga larga
| Opción 1 | Opción 2 | Opción 3 |

### Entrenamiento
|  |

### Cuerpo técnico
|  |

## Plantel

### Lista final
La convocatoria de los 23 jugadores que integrarían el plantel hecha por José Pekerman tuvo algunas sorpresas; tales fueron los casos de Julio Cruz, Rodrigo Palacio, Lionel Scaloni, Leandro Cufré y Oscar Ustari, el portero más joven en ser convocado para al selección argentina a un mundial. Entre los no convocados sorprendió la no inclusión de algunos jugadores que había tenido en sus juveniles como César Delgado, Luciano Figueroa, Diego Placente y Germán Lux, el caso de Martín Demichelis que venía un gran presente jugando de mediocampista central en el Bayern de Múnich y los 3 históricos Javier Zanetti, Walter Samuel y Juan Sebastián Verón, este último quien según declaraciones de algunos medios, no habría sido convocado debido a su enfrentamiento con el capitán del equipo, Juan Pablo Sorín.
Datos correspondientes al día de inicio del torneo
| N.º |                                                | Nombre                | Posición       | Edad    | PJ | G  | Equipo                 |
| --- | ---------------------------------------------- | --------------------- | -------------- | ------- | -- | -- | ---------------------- |
| 1   | Bandera de la Provincia de Santa Fe            | Roberto Abbondanzieri | Guardameta     | 33 años | 22 | 0  | Boca Juniors           |
| 12  | Bandera de la Provincia de Buenos Aires        | Leo Franco            | Guardameta     | 29 años | 3  | 0  | Atlético de Madrid     |
| 23  | Bandera de la Provincia de Buenos Aires        | Oscar Ustari          | Guardameta     | 19 años | 0  | 0  | Independiente          |
| 2   | Bandera de la Provincia de Entre Ríos          | Roberto Ayala 2.º     | Defensa        | 33 años | 98 | 5  | Valencia               |
| 3   | Bandera de la Ciudad de Buenos Aires           | Juan Pablo Sorín      | Defensa        | 30 años | 71 | 11 | Villarreal             |
| 4   | Bandera de la Provincia de Córdoba             | Fabricio Coloccini    | Defensa        | 24 años | 23 | 1  | Deportivo de La Coruña |
| 6   | Bandera de la Provincia de Entre Ríos          | Gabriel Heinze        | Defensa        | 28 años | 29 | 1  | Manchester United      |
| 13  | Bandera de la Provincia de Santa Fe            | Lionel Scaloni        | Defensa        | 28 años | 6  | 0  | West Ham United        |
| 15  | Bandera de la Provincia de Buenos Aires        | Gabriel Milito        | Defensa        | 25 años | 15 | 0  | Real Zaragoza          |
| 17  | Bandera de la Provincia de Buenos Aires        | Leandro Cufré         | Defensa        | 28 años | 2  | 0  | Roma                   |
| 21  | Bandera de la Provincia de Córdoba             | Nicolás Burdisso      | Defensa        | 25 años | 8  | 0  | Internazionale         |
| 5   | Bandera de la Provincia de Buenos Aires        | Esteban Cambiasso     | Centrocampista | 25 años | 22 | 1  | Internazionale         |
| 8   | Bandera de la Provincia de Santa Fe            | Javier Mascherano     | Centrocampista | 22 años | 15 | 0  | Corinthians            |
| 10  | Bandera de la Provincia de Buenos Aires        | Juan Román Riquelme   | Centrocampista | 27 años | 31 | 8  | Villarreal             |
| 16  | Bandera de la Provincia de Córdoba             | Pablo Aimar           | Centrocampista | 26 años | 40 | 7  | Valencia               |
| 18  | Bandera de la Provincia de Santa Fe            | Maxi Rodríguez        | Centrocampista | 25 años | 13 | 3  | Atlético de Madrid     |
| 22  | Bandera de la Ciudad de Buenos Aires           | Lucho González        | Centrocampista | 25 años | 27 | 5  | Porto                  |
| 7   | Bandera de la Ciudad de Buenos Aires           | Javier Saviola        | Delantero      | 24 años | 31 | 9  | Sevilla                |
| 9   | Bandera de la Provincia de Buenos Aires        | Hernán Crespo         | Delantero      | 30 años | 55 | 29 | Chelsea                |
| 11  | Bandera de la Provincia de Buenos Aires        | Carlos Tévez          | Delantero      | 22 años | 21 | 3  | Corinthians            |
| 14  | Bandera de la Provincia de Buenos Aires        | Rodrigo Palacio       | Delantero      | 24 años | 2  | 0  | Boca Juniors           |
| 19  | Bandera de la Provincia de Santa Fe            | Lionel Messi          | Delantero      | 18 años | 7  | 1  | Barcelona              |
| 20  | Bandera de la Provincia de Santiago del Estero | Julio Cruz            | Delantero      | 31 años | 15 | 3  | Internazionale         |
|     | Bandera de la Provincia de Entre Ríos          | José Pekerman         | Entrenador     | 56 años |    |    |                        |

#### Jugadores por liga
| Liga             | Jugadores aportados |
| ---------------- | ------------------- |
| Primera División | 10                  |
| Serie A          | 4                   |
| Premier League   | 3                   |
| Primera División | 3                   |
| Série A          | 2                   |
| Primeira Liga    | 1                   |

#### Jugadores por provincia
| Provincia           | Jugadores aportados |
| ------------------- | ------------------- |
| Buenos Aires        | 9                   |
| Santa Fe            | 5                   |
| Capital Federal     | 3                   |
| Córdoba             | 3                   |
| Entre Ríos          | 2                   |
| Santiago del Estero | 1                   |

### Sparrings
Algunos de los sparrings llamados para entrenar con los convocados fueron Ángel di María, Federico Fazio y Gabriel Mercado.
| N.º |                                         | Nombre          | Posición       | Edad    | PJ | G | Equipo             |
| --- | --------------------------------------- | --------------- | -------------- | ------- | -- | - | ------------------ |
|     | Bandera de la Provincia de Buenos Aires | Federico Fazio  | Defensa        | 19 años | 0  | 0 | Ferro Carril Oeste |
|     | Bandera de la Provincia del Chubut      | Gabriel Mercado | Defensa        | 19 años | 0  | 0 | Racing Club        |
|     | Bandera de la Provincia de Santa Fe     | Ángel Di María  | Centrocampista | 18 años | 0  | 0 | Rosario Central    |

## Participación
- Los horarios son correspondientes a la Hora central europea de verano (UTC+2).

### Partidos
| Fecha       | Lugar              | Instancia        |              |                             | Resultado               |                                |                 |
| ----------- | ------------------ | ---------------- | ------------ | --------------------------- | ----------------------- | ------------------------------ | --------------- |
| 10 de junio | Hamburgo           | Fase de grupos   | Argentina    | Bandera de Argentina        | 2:1 (2:0)               | Bandera de Costa de Marfil     | Costa de Marfil |
| 16 de junio | Gelsenkirchen      | Fase de grupos   | Argentina    | Bandera de Argentina        | 6:0 (3:0)               | Bandera de Serbia y Montenegro | S. y Montenegro |
| 21 de junio | Fráncfort del Meno | Fase de grupos   | Países Bajos | Bandera de los Países Bajos | 0:0                     | Bandera de Argentina           | Argentina       |
| 24 de junio | Leipzig            | Octavos de final | Argentina    | Bandera de Argentina        | 2:1 (1:1, 1:1)          | Bandera de México              | México          |
| 30 de junio | Berlín             | Cuartos de final | Alemania     | Bandera de Alemania         | 1:1 (1:1, 0:1) (4:2 p.) | Bandera de Argentina           | Argentina       |

### Fase de grupos - Grupo C
El sorteo puso a Argentina en el grupo C, llamado el Grupo de la muerte porque allí estaban incluidas las selecciones de los Países Bajos (históricamente una de las mejores del mundo), Serbia y Montenegro (que había clasificado primera e invicta en su grupo de las eliminatorias, relegando a España, además de ser considerada por la FIFA como la sucesora de la Yugoslavia, una de las más fuertes de Europa antes de su desaparición) y Costa de Marfil (que había obtenido el segundo puesto en la Copa Africana de Naciones 2006 y el primer puesto de su grupo en la fase clasificatoria).
| Selección           | Pts | PJ | PG | PE | PP | GF | GC | Dif |
| ------------------- | --- | -- | -- | -- | -- | -- | -- | --- |
| Argentina           | 7   | 3  | 2  | 1  | 0  | 8  | 1  | 7   |
| Países Bajos        | 7   | 3  | 2  | 1  | 0  | 3  | 1  | 2   |
| Costa de Marfil     | 4   | 3  | 1  | 0  | 2  | 5  | 6  | −1  |
| Serbia y Montenegro | 0   | 3  | 0  | 0  | 3  | 2  | 10 | −8  |

|  | Clasificados a los octavos de final. |

#### Argentina vs. Costa de Marfil
En el debut, el seleccionado argentino debió enfrentarse con Costa de Marfil en el Imtech Arena de la ciudad de Hamburgo, que contaba entre sus jugadores a Didier Drogba.
El partido no fue sencillo para la Albiceleste, que tras irse al vestuario en el entretiempo con dos goles de ventaja (Hernán Crespo a los 24' y Javier Saviola a los 38')mostrando un buen dominio del balón, terminó ganando por la mínima diferencia luego de que Drogba descontara a los 82'. El mejor jugador del encuentro fue Javier Saviola, quien recibió el premio Jugador Budweiser del partido.
| 10 de junio, 21:00 | Argentina                | 2:1 (2:0) | Costa de Marfil | Estadio Mundialista, Hamburgo                                  |                                                                |
|                    | Crespo 24' · Saviola 38' | Reporte   | Drogba 82'      | Asistencia: 49 480 espectadores Árbitro(s): Frank de Bleeckere | Asistencia: 49 480 espectadores Árbitro(s): Frank de Bleeckere |

| 1          | Guardameta     | Roberto Abbondanzieri |       |
| 2          | Defensa        | Roberto Ayala         |       |
| 3          | Defensa        | Juan Pablo Sorín      |       |
| 6          | Defensa        | Gabriel Heinze        |       |
| 21         | Defensa        | Nicolás Burdisso      |       |
| 5          | Centrocampista | Esteban Cambiasso     |       |
| 8          | Centrocampista | Javier Mascherano     |       |
| 10         | Centrocampista | Juan Román Riquelme   | 90+3' |
| 18         | Centrocampista | Maxi Rodríguez        |       |
| 7          | Delantero      | Javier Saviola        | 75'   |
| 9          | Delantero      | Hernán Crespo         | 64'   |
| Entrenador | Entrenador     | José Pékerman         |       |

| 1          | Guardameta     | Jean-Jacques Tizié |     |
| 3          | Defensa        | Arthur Boka        |     |
| 4          | Defensa        | Kolo Touré         |     |
| 12         | Defensa        | Abdoulaye Méïté    |     |
| 21         | Defensa        | Emmanuel Eboué     |     |
| 2          | Centrocampista | Kanga Akalé        | 62' |
| 5          | Centrocampista | Didier Zokora      |     |
| 18         | Centrocampista | Kader Keïta        | 77' |
| 19         | Centrocampista | Yaya Touré         |     |
| 8          | Delantero      | Bonaventure Kalou  | 55' |
| 11         | Delantero      | Didier Drogba      |     |
| Entrenador | Entrenador     | Henri Michel       |     |

| 14 | Delantero      | Rodrigo Palacio | 64'   |
| 22 | Centrocampista | Lucho González  | 75'   |
| 16 | Centrocampista | Pablo Aimar     | 90+3' |

| 15 | Delantero | Aruna Dindane | 55' |
| 14 | Delantero | Bakari Koné   | 62' |
| 9  | Delantero | Arouna Koné   | 77' |

| Anotado | 24' | Hernán Crespo  | 1:0 |
| Anotado | 38' | Javier Saviola | 2:0 |

| Anotado | 82' | Didier Drogba | 2:1 |

| Amonestado | 41' | Javier Saviola |
| Amonestado | 48' | Gabriel Heinze |
| Amonestado | 81' | Lucho González |

| Amonestado | 62'   | Emmanuel Eboué |
| Amonestado | 90+1' | Didier Drogba  |

| Árbitro             | Frank de Bleeckere |
| Árbitros asistentes | Peter Hermans      |
| Árbitros asistentes | Walter Vromans     |
| Cuarto árbitro      | Éric Poulat        |
| Quinto árbitro      | Vincent Texier     |

| 1          | Guardameta     | Roberto Abbondanzieri |       |
| 2          | Defensa        | Roberto Ayala         |       |
| 3          | Defensa        | Juan Pablo Sorín      |       |
| 6          | Defensa        | Gabriel Heinze        |       |
| 21         | Defensa        | Nicolás Burdisso      |       |
| 5          | Centrocampista | Esteban Cambiasso     |       |
| 8          | Centrocampista | Javier Mascherano     |       |
| 10         | Centrocampista | Juan Román Riquelme   | 90+3' |
| 18         | Centrocampista | Maxi Rodríguez        |       |
| 7          | Delantero      | Javier Saviola        | 75'   |
| 9          | Delantero      | Hernán Crespo         | 64'   |
| Entrenador | Entrenador     | José Pékerman         |       |

| 1          | Guardameta     | Jean-Jacques Tizié |     |
| 3          | Defensa        | Arthur Boka        |     |
| 4          | Defensa        | Kolo Touré         |     |
| 12         | Defensa        | Abdoulaye Méïté    |     |
| 21         | Defensa        | Emmanuel Eboué     |     |
| 2          | Centrocampista | Kanga Akalé        | 62' |
| 5          | Centrocampista | Didier Zokora      |     |
| 18         | Centrocampista | Kader Keïta        | 77' |
| 19         | Centrocampista | Yaya Touré         |     |
| 8          | Delantero      | Bonaventure Kalou  | 55' |
| 11         | Delantero      | Didier Drogba      |     |
| Entrenador | Entrenador     | Henri Michel       |     |

| 14 | Delantero      | Rodrigo Palacio | 64'   |
| 22 | Centrocampista | Lucho González  | 75'   |
| 16 | Centrocampista | Pablo Aimar     | 90+3' |

| 15 | Delantero | Aruna Dindane | 55' |
| 14 | Delantero | Bakari Koné   | 62' |
| 9  | Delantero | Arouna Koné   | 77' |

| Anotado | 24' | Hernán Crespo  | 1:0 |
| Anotado | 38' | Javier Saviola | 2:0 |

| Anotado | 82' | Didier Drogba | 2:1 |

| Amonestado | 41' | Javier Saviola |
| Amonestado | 48' | Gabriel Heinze |
| Amonestado | 81' | Lucho González |

| Amonestado | 62'   | Emmanuel Eboué |
| Amonestado | 90+1' | Didier Drogba  |

| Árbitro             | Frank de Bleeckere |
| Árbitros asistentes | Peter Hermans      |
| Árbitros asistentes | Walter Vromans     |
| Cuarto árbitro      | Éric Poulat        |
| Quinto árbitro      | Vincent Texier     |

| Estadísticas      | Bandera de Argentina | Bandera de Costa de Marfil |
| Tiros             | 9                    | 13                         |
| Tiros a puerta    | 4                    | 4                          |
| Tiros en el palo  | 1                    | 0                          |
| Faltas            | 15                   | 17                         |
| Saques de esquina | 3                    | 6                          |
| Penaltis          | 0                    | 0                          |
| Fueras de juego   | 7                    | 0                          |
| Posesión de balón | 49%                  | 51%                        |

#### Argentina vs. Serbia y Montenegro
Tras el triunfo en el debut, el equipo se enfrentó a Serbia y Montenegro, que sólo había recibido un gol durante la fase eliminatoria, en la que había terminado invicta.
Sin embargo, a pesar de lo esperado, Argentina venció por 6:0, en uno de los mejores partidos de la fase de grupos, en un verdadero "baile"  con goles de Maxi Rodríguez (2), Esteban Cambiasso, Hernán Crespo, Carlos Tévez y Lionel Messi. Durante este partido, el mediocampista Luis González sufrió un edema muscular en el abductor izquierdo que lo obligó a abandonar el campo de juego y perderse varios partidos. En esta ocasión, Juan Román Riquelme fue elegido como el mejor jugador del encuentro.
| 16 de junio, 15:00 | Argentina                                                              | 6:0 (3:0) | Serbia y Montenegro | Estadio Mundialista, Gelsenkirchen                          |                                                             |
|                    | Rodríguez 6', 41' · Cambiasso 31' · Crespo 78' · Tévez 84' · Messi 88' | Reporte   |                     | Asistencia: 52 000 espectadores Árbitro(s): Roberto Rosetti | Asistencia: 52 000 espectadores Árbitro(s): Roberto Rosetti |

| 1          | Guardameta     | Roberto Abbondanzieri |     |
| 2          | Defensa        | Roberto Ayala         |     |
| 3          | Defensa        | Juan Pablo Sorín      |     |
| 6          | Defensa        | Gabriel Heinze        |     |
| 21         | Defensa        | Nicolás Burdisso      |     |
| 8          | Centrocampista | Javier Mascherano     |     |
| 10         | Centrocampista | Juan Román Riquelme   |     |
| 18         | Centrocampista | Maxi Rodríguez        | 75' |
| 22         | Centrocampista | Lucho González        | 17' |
| 7          | Delantero      | Javier Saviola        | 59' |
| 9          | Delantero      | Hernán Crespo         |     |
| Entrenador | Entrenador     | José Pékerman         |     |

| 1          | Guardameta     | Dragoslav Jevrić |       |
| 6          | Defensa        | Goran Gavrančić  |       |
| 15         | Defensa        | Milan Dudić      |       |
| 20         | Defensa        | Mladen Krstajić  |       |
| 4          | Centrocampista | Igor Duljaj      |       |
| 7          | Centrocampista | Ognjen Koroman   | 50'   |
| 10         | Centrocampista | Dejan Stanković  |       |
| 11         | Centrocampista | Predrag Đorđević |       |
| 17         | Centrocampista | Albert Nađ       | 45+1' |
| 8          | Delantero      | Mateja Kežman    |       |
| 9          | Delantero      | Savo Milošević   | 70'   |
| Entrenador | Entrenador     | Ilija Petković   |       |

| 5  | Centrocampista | Esteban Cambiasso | 17' |
| 11 | Delantero      | Carlos Tévez      | 59' |
| 19 | Delantero      | Lionel Messi      | 75' |

| 2  | Centrocampista | Ivan Ergić      | 45+1' |
| 21 | Delantero      | Danijel Ljuboja | 50'   |
| 18 | Centrocampista | Zvonimir Vukić  | 70'   |

| Anotado | 6'  | Maxi Rodríguez    | 1:0 |
| Anotado | 31' | Esteban Cambiasso | 2:0 |
| Anotado | 41' | Maxi Rodríguez    | 3:0 |
| Anotado | 78' | Hernán Crespo     | 4:0 |
| Anotado | 84' | Carlos Tévez      | 5:0 |
| Anotado | 88' | Lionel Messi      | 6:0 |

| Amonestado | 36' | Hernán Crespo |

| Amonestado | 7'  | Ognjen Koroman  |
| Amonestado | 27' | Albert Nađ      |
| Amonestado | 42' | Mladen Krstajić |
| Expulsado  | 65' | Mateja Kežman   |

| Árbitro             | Roberto Rosetti     |
| Árbitros asistentes | Cristiano Copelli   |
| Árbitros asistentes | Alessandro Stagnoli |
| Cuarto árbitro      | Essam Abd El Fatah  |
| Quinto árbitro      | Dramane Danté       |

| 1          | Guardameta     | Roberto Abbondanzieri |     |
| 2          | Defensa        | Roberto Ayala         |     |
| 3          | Defensa        | Juan Pablo Sorín      |     |
| 6          | Defensa        | Gabriel Heinze        |     |
| 21         | Defensa        | Nicolás Burdisso      |     |
| 8          | Centrocampista | Javier Mascherano     |     |
| 10         | Centrocampista | Juan Román Riquelme   |     |
| 18         | Centrocampista | Maxi Rodríguez        | 75' |
| 22         | Centrocampista | Lucho González        | 17' |
| 7          | Delantero      | Javier Saviola        | 59' |
| 9          | Delantero      | Hernán Crespo         |     |
| Entrenador | Entrenador     | José Pékerman         |     |

| 1          | Guardameta     | Dragoslav Jevrić |       |
| 6          | Defensa        | Goran Gavrančić  |       |
| 15         | Defensa        | Milan Dudić      |       |
| 20         | Defensa        | Mladen Krstajić  |       |
| 4          | Centrocampista | Igor Duljaj      |       |
| 7          | Centrocampista | Ognjen Koroman   | 50'   |
| 10         | Centrocampista | Dejan Stanković  |       |
| 11         | Centrocampista | Predrag Đorđević |       |
| 17         | Centrocampista | Albert Nađ       | 45+1' |
| 8          | Delantero      | Mateja Kežman    |       |
| 9          | Delantero      | Savo Milošević   | 70'   |
| Entrenador | Entrenador     | Ilija Petković   |       |

| 5  | Centrocampista | Esteban Cambiasso | 17' |
| 11 | Delantero      | Carlos Tévez      | 59' |
| 19 | Delantero      | Lionel Messi      | 75' |

| 2  | Centrocampista | Ivan Ergić      | 45+1' |
| 21 | Delantero      | Danijel Ljuboja | 50'   |
| 18 | Centrocampista | Zvonimir Vukić  | 70'   |

| Anotado | 6'  | Maxi Rodríguez    | 1:0 |
| Anotado | 31' | Esteban Cambiasso | 2:0 |
| Anotado | 41' | Maxi Rodríguez    | 3:0 |
| Anotado | 78' | Hernán Crespo     | 4:0 |
| Anotado | 84' | Carlos Tévez      | 5:0 |
| Anotado | 88' | Lionel Messi      | 6:0 |

| Amonestado | 36' | Hernán Crespo |

| Amonestado | 7'  | Ognjen Koroman  |
| Amonestado | 27' | Albert Nađ      |
| Amonestado | 42' | Mladen Krstajić |
| Expulsado  | 65' | Mateja Kežman   |

| Árbitro             | Roberto Rosetti     |
| Árbitros asistentes | Cristiano Copelli   |
| Árbitros asistentes | Alessandro Stagnoli |
| Cuarto árbitro      | Essam Abd El Fatah  |
| Quinto árbitro      | Dramane Danté       |

| Estadísticas      | Bandera de Argentina | Bandera de Serbia y Montenegro |
| Tiros             | 11                   | 4                              |
| Tiros a puerta    | 9                    | 1                              |
| Tiros en el palo  | 0                    | 0                              |
| Faltas            | 14                   | 22                             |
| Saques de esquina | 3                    | 4                              |
| Penaltis          | 0                    | 0                              |
| Fueras de juego   | 3                    | 0                              |
| Posesión de balón | 58%                  | 42%                            |

#### Países Bajos vs. Argentina
Ya clasificada para la segunda fase, la selección argentina debió enfrentarse a los Países Bajos, que también se encontraba clasificada. Ambos entrenadores realizaron varios cambios en la formación inicial respecto a los partidos anteriores, y como no intentaron arriesgar demasiado, ya que ambas selecciones se encontraban clasificadas, el partido finalizó en un empate sin goles. Gracias a ello, Argentina se clasificó en el primer puesto del grupo, relegando a los Países Bajos a la segunda posición. Sin embargo, el equipo sufrió otra baja, ya que a los 24' Nicolás Burdisso debió ser reemplazado debido a un esguince de rodilla. Como en los partidos anteriores, un jugador argentino fue seleccionado como el jugador del partido: esta vez fue el turno de Carlos Tévez.
| 21 de junio, 21:00 | Países Bajos | 0:0     | Argentina | Estadio Mundialista, Fráncfort del Meno                           |                                                                   |
|                    |              | Reporte |           | Asistencia: 48 000 espectadores Árbitro(s): Luis Medina Cantalejo | Asistencia: 48 000 espectadores Árbitro(s): Luis Medina Cantalejo |

| 1          | Guardameta     | Edwin van der Sar    |     |
| 2          | Defensa        | Kew Jaliens          |     |
| 3          | Defensa        | Khalid Boulahrouz    |     |
| 13         | Defensa        | André Ooijer         |     |
| 15         | Defensa        | Tim de Cler          |     |
| 8          | Centrocampista | Phillip Cocu         |     |
| 10         | Centrocampista | Rafael van der Vaart |     |
| 20         | Centrocampista | Wesley Sneijder      | 86' |
| 7          | Delantero      | Dirk Kuyt            |     |
| 9          | Delantero      | Ruud van Nistelrooy  | 56' |
| 17         | Delantero      | Robin van Persie     | 67' |
| Entrenador | Entrenador     | Marco van Basten     |     |

| 1          | Guardameta     | Roberto Abbondanzieri |     |
| 2          | Defensa        | Roberto Ayala         |     |
| 15         | Defensa        | Gabriel Milito        |     |
| 17         | Defensa        | Leandro Cufré         |     |
| 21         | Defensa        | Nicolás Burdisso      | 24' |
| 5          | Centrocampista | Esteban Cambiasso     |     |
| 8          | Centrocampista | Javier Mascherano     |     |
| 10         | Centrocampista | Juan Román Riquelme   | 80' |
| 18         | Centrocampista | Maxi Rodríguez        |     |
| 11         | Delantero      | Carlos Tévez          |     |
| 19         | Delantero      | Lionel Messi          | 70' |
| Entrenador | Entrenador     | José Pékerman         |     |

| 21 | Delantero      | Ryan Babel      | 56' |
| 6  | Centrocampista | Denny Landzaat  | 67' |
| 16 | Centrocampista | Hedwiges Maduro | 86' |

| 4  | Defensa        | Fabricio Coloccini | 24' |
| 20 | Delantero      | Julio Cruz         | 70' |
| 16 | Centrocampista | Pablo Aimar        | 80' |

| Amonestado | 28' | Dirk Kuyt    |
| Amonestado | 42' | André Ooijer |
| Amonestado | 48' | Tim de Cler  |

| Amonestado | 57' | Esteban Cambiasso |
| Amonestado | 90' | Javier Mascherano |

| Árbitro             | Luis Medina Cantalejo        |
| Árbitros asistentes | Victoriano Giráldez Carrasco |
| Árbitros asistentes | Pedro Medina Hernández       |
| Cuarto árbitro      | Carlos Chandía               |
| Quinto árbitro      | Rodrigo González             |

| 1          | Guardameta     | Edwin van der Sar    |     |
| 2          | Defensa        | Kew Jaliens          |     |
| 3          | Defensa        | Khalid Boulahrouz    |     |
| 13         | Defensa        | André Ooijer         |     |
| 15         | Defensa        | Tim de Cler          |     |
| 8          | Centrocampista | Phillip Cocu         |     |
| 10         | Centrocampista | Rafael van der Vaart |     |
| 20         | Centrocampista | Wesley Sneijder      | 86' |
| 7          | Delantero      | Dirk Kuyt            |     |
| 9          | Delantero      | Ruud van Nistelrooy  | 56' |
| 17         | Delantero      | Robin van Persie     | 67' |
| Entrenador | Entrenador     | Marco van Basten     |     |

| 1          | Guardameta     | Roberto Abbondanzieri |     |
| 2          | Defensa        | Roberto Ayala         |     |
| 15         | Defensa        | Gabriel Milito        |     |
| 17         | Defensa        | Leandro Cufré         |     |
| 21         | Defensa        | Nicolás Burdisso      | 24' |
| 5          | Centrocampista | Esteban Cambiasso     |     |
| 8          | Centrocampista | Javier Mascherano     |     |
| 10         | Centrocampista | Juan Román Riquelme   | 80' |
| 18         | Centrocampista | Maxi Rodríguez        |     |
| 11         | Delantero      | Carlos Tévez          |     |
| 19         | Delantero      | Lionel Messi          | 70' |
| Entrenador | Entrenador     | José Pékerman         |     |

| 21 | Delantero      | Ryan Babel      | 56' |
| 6  | Centrocampista | Denny Landzaat  | 67' |
| 16 | Centrocampista | Hedwiges Maduro | 86' |

| 4  | Defensa        | Fabricio Coloccini | 24' |
| 20 | Delantero      | Julio Cruz         | 70' |
| 16 | Centrocampista | Pablo Aimar        | 80' |

| Amonestado | 28' | Dirk Kuyt    |
| Amonestado | 42' | André Ooijer |
| Amonestado | 48' | Tim de Cler  |

| Amonestado | 57' | Esteban Cambiasso |
| Amonestado | 90' | Javier Mascherano |

| Árbitro             | Luis Medina Cantalejo        |
| Árbitros asistentes | Victoriano Giráldez Carrasco |
| Árbitros asistentes | Pedro Medina Hernández       |
| Cuarto árbitro      | Carlos Chandía               |
| Quinto árbitro      | Rodrigo González             |

| Estadísticas      | Bandera de los Países Bajos | Bandera de Argentina |
| Tiros             | 9                           | 10                   |
| Tiros a puerta    | 3                           | 3                    |
| Tiros en el palo  | 0                           | 0                    |
| Faltas            | 23                          | 17                   |
| Saques de esquina | 7                           | 10                   |
| Penaltis          | 0                           | 0                    |
| Fueras de juego   | 1                           | 4                    |
| Posesión de balón | 53%                         | 47%                  |

### Octavos de final

#### Argentina vs. México
La Argentina llegaba al partido contra la selección de México consiguiendo mejores resultados en el torneo que su rival. Los aztecas se habían clasificado en el segundo lugar del Grupo D, y en los últimos partidos habían empatado con Angola y perdido con Portugal.
Conscientes de que habían hecho una excelente fase de grupos, el combinado argentino salió bastante confiado al encuentro. Sin embargo, México realizó un buen planteo táctico, siendo este quizá el partido más difícil que tuvo la Argentina en este torneo. México consigue quitarle la posesión del balón a la Argentina y convierte, a los 5 minutos, un gol a través de Rafael Márquez Álvarez. Cinco minutos después Argentina logró empatar mediante un remate de Hernán Crespo. El partido continuó sin que se convirtieran más goles y, tras jugarse los 90 minutos, debió definirse en tiempo suplementario.
A los 8 minutos del tiempo suplementario, Maxi Rodríguez, ubicado en el sector derecho, recibió un pase aéreo de Sorín, detuvo el balón con el pecho y antes de que el mismo cayera al piso realizó un remate que ingresó cerca del palo derecho de Oswaldo Sánchez. Este gol fue votado como el mejor gol del torneo y le permitió a la Argentina obtener el pase a los cuartos de final tras vencer a México por 2:1. Rodríguez fue elegido como el mejor jugador del encuentro.
| 24 de junio, 21:00 | Argentina                  | 2:1 (1:1, 1:1) (t. s.) | México     | Zentralstadion, Leipzig                                     |                                                             |
|                    | Crespo 10' · Rodríguez 98' | Reporte                | Márquez 6' | Asistencia: 43 000 espectadores Árbitro(s): Massimo Busacca | Asistencia: 43 000 espectadores Árbitro(s): Massimo Busacca |

| 1          | Guardameta     | Roberto Abbondanzieri |     |
| 2          | Defensa        | Roberto Ayala         |     |
| 3          | Defensa        | Juan Pablo Sorín      |     |
| 6          | Defensa        | Gabriel Heinze        |     |
| 13         | Defensa        | Lionel Scaloni        |     |
| 5          | Centrocampista | Esteban Cambiasso     | 76' |
| 8          | Centrocampista | Javier Mascherano     |     |
| 10         | Centrocampista | Juan Román Riquelme   |     |
| 18         | Centrocampista | Maxi Rodríguez        |     |
| 7          | Delantero      | Javier Saviola        | 84' |
| 9          | Delantero      | Hernán Crespo         | 75' |
| Entrenador | Entrenador     | José Pékerman         |     |

| 1          | Guardameta     | Oswaldo Sánchez     |     |
| 3          | Defensa        | Carlos Salcido      |     |
| 4          | Defensa        | Rafael Márquez      |     |
| 5          | Defensa        | Ricardo Osorio      |     |
| 8          | Centrocampista | Pável Pardo         | 38' |
| 11         | Centrocampista | Ramón Morales       | 74' |
| 15         | Centrocampista | José Antonio Castro |     |
| 16         | Centrocampista | Mario Méndez        |     |
| 18         | Centrocampista | Andrés Guardado     | 66' |
| 9          | Delantero      | Jared Borgetti      |     |
| 17         | Delantero      | Francisco Fonseca   |     |
| Entrenador | Entrenador     | Ricardo La Volpe    |     |

| 11 | Delantero      | Carlos Tévez | 75' |
| 16 | Centrocampista | Pablo Aimar  | 76' |
| 19 | Delantero      | Lionel Messi | 84' |

| 6  | Centrocampista | Gerardo Torrado | 38' |
| 14 | Centrocampista | Gonzalo Pineda  | 66' |
| 7  | Centrocampista | Zinha           | 74' |

| Anotado | 10' | Hernán Crespo  | 1:1 |
| Anotado | 98' | Maxi Rodríguez | 2:1 |

| Anotado | 6' | Rafael Márquez | 0:1 |

| Amonestado | 45+1' | Gabriel Heinze   |
| Amonestado | 112'  | Juan Pablo Sorín |

| Amonestado | 70'  | Rafael Márquez      |
| Amonestado | 82'  | José Antonio Castro |
| Amonestado | 118' | Gerardo Torrado     |
| Amonestado | 119' | Francisco Fonseca   |

| Árbitro             | Massimo Busacca          |
| Árbitros asistentes | Francesco Buragina       |
| Árbitros asistentes | Matthias Arnet           |
| Cuarto árbitro      | Khalil Ibrahim Al Ghamdi |
| Quinto árbitro      | Fathi Arabati            |

| 1          | Guardameta     | Roberto Abbondanzieri |     |
| 2          | Defensa        | Roberto Ayala         |     |
| 3          | Defensa        | Juan Pablo Sorín      |     |
| 6          | Defensa        | Gabriel Heinze        |     |
| 13         | Defensa        | Lionel Scaloni        |     |
| 5          | Centrocampista | Esteban Cambiasso     | 76' |
| 8          | Centrocampista | Javier Mascherano     |     |
| 10         | Centrocampista | Juan Román Riquelme   |     |
| 18         | Centrocampista | Maxi Rodríguez        |     |
| 7          | Delantero      | Javier Saviola        | 84' |
| 9          | Delantero      | Hernán Crespo         | 75' |
| Entrenador | Entrenador     | José Pékerman         |     |

| 1          | Guardameta     | Oswaldo Sánchez     |     |
| 3          | Defensa        | Carlos Salcido      |     |
| 4          | Defensa        | Rafael Márquez      |     |
| 5          | Defensa        | Ricardo Osorio      |     |
| 8          | Centrocampista | Pável Pardo         | 38' |
| 11         | Centrocampista | Ramón Morales       | 74' |
| 15         | Centrocampista | José Antonio Castro |     |
| 16         | Centrocampista | Mario Méndez        |     |
| 18         | Centrocampista | Andrés Guardado     | 66' |
| 9          | Delantero      | Jared Borgetti      |     |
| 17         | Delantero      | Francisco Fonseca   |     |
| Entrenador | Entrenador     | Ricardo La Volpe    |     |

| 11 | Delantero      | Carlos Tévez | 75' |
| 16 | Centrocampista | Pablo Aimar  | 76' |
| 19 | Delantero      | Lionel Messi | 84' |

| 6  | Centrocampista | Gerardo Torrado | 38' |
| 14 | Centrocampista | Gonzalo Pineda  | 66' |
| 7  | Centrocampista | Zinha           | 74' |

| Anotado | 10' | Hernán Crespo  | 1:1 |
| Anotado | 98' | Maxi Rodríguez | 2:1 |

| Anotado | 6' | Rafael Márquez | 0:1 |

| Amonestado | 45+1' | Gabriel Heinze   |
| Amonestado | 112'  | Juan Pablo Sorín |

| Amonestado | 70'  | Rafael Márquez      |
| Amonestado | 82'  | José Antonio Castro |
| Amonestado | 118' | Gerardo Torrado     |
| Amonestado | 119' | Francisco Fonseca   |

| Árbitro             | Massimo Busacca          |
| Árbitros asistentes | Francesco Buragina       |
| Árbitros asistentes | Matthias Arnet           |
| Cuarto árbitro      | Khalil Ibrahim Al Ghamdi |
| Quinto árbitro      | Fathi Arabati            |

| Estadísticas      | Bandera de Argentina | Bandera de México |
| Tiros             | 11                   | 12                |
| Tiros a puerta    | 5                    | 3                 |
| Tiros en el palo  | 0                    | 0                 |
| Faltas            | 23                   | 28                |
| Saques de esquina | 6                    | 5                 |
| Penaltis          | 0                    | 0                 |
| Fueras de juego   | 8                    | 2                 |
| Posesión de balón | 51%                  | 49%               |

### Cuartos de final

#### Alemania vs. Argentina
Por los cuartos de final Argentina debía enfrentarse al anfitrión, Alemania, que se había clasificado tras derrotar a Suecia por 2:0. Argentina comenzó dominando la posesión del balón durante todo el primer tiempo, como en buena parte del partido. Sin embargo no se mostró tan contundente en la finalización de las jugadas, presentando poco peligro para el arco de Jens Lehmann.
A los pocos minutos del segundo tiempo, el seleccionado argentino consiguió ponerse en ventaja tras un remate de cabeza por parte de Roberto Ayala. A partir de ese momento Alemania se adelantó y comenzó a presionar en el campo rival, lo que dio resultado en el minuto 80 cuando Miroslav Klose consiguió empatar el encuentro y llevarlo a tiempo suplementario.
Durante el alargue la ventaja fue para la selección argentina, que tuvo mayor posesión de balón. Sin embargo no pudo convertir, y tras el empate en tiempo suplementario, el partido debía definirse por penales. Allí, tanto Ayala como Cambiasso fallaron sus penales y Alemania obtuvo su pase a la Semifinal tras ganar la definición desde los doce pasos por 4:2. La curiosidad del partido la produjo el arquero Jens Lehmann, quien consultaba antes de cada penal ejecutado por el equipo argentino una lista que tenía guardada en una media. Posteriormente, el cuerpo técnico alemán reconoció que había estudiado a los pateadores argentinos durante años, y que ese papel contenía la información detallada de cada jugador. Sin embargo, posteriormente la lista fue dada a conocer y sólo dos de los cinco tiros fueron efectivamente predichos; los restantes jugadores de la lista no participaron en el lanzamiento de penales.
Los penales por parte del seleccionado argentino debió atajarlos Leo Franco, debido a que Roberto Abbondanzieri tuvo que retirarse lesionado del campo de juego, por una falta cometida por Miroslav Klose y que el árbitro no cobró. Muchos especialistas vieron juego sucio en esta acción, dado el reconocimiento que tenía el portero argentino en los penales, siendo uno de los especialistas en la materia. Muchos piensan que de no haber salido Abbondanzieri del partido, Argentina hubiese ganado el partido, pudiendo jugar la semifinal del torneo.
Al final del encuentro se produjo un altercado entre jugadores argentinos y alemanes en el cual Leandro Cufré golpeó a Per Mertesacker, lo que produjo que el árbitro, Lubos Michel, lo expulsara. Además, el Comité de Disciplina de la FIFA dispuso, luego de analizar la imágenes de televisión, sancionar por cuatro fechas a Cufré y a Maximiliano Rodríguez, quien había golpeado a Bastian Schweinsteiger, multándolos además con 10.000 y 5.000 francos suizos, respectivamente.
| 30 de junio, 17:00 | Alemania                                 | 1:1 (1:1, 0:0) (t. s.)(4:2 p.) | Argentina                            | Olympiastadion, Berlín                                   |                                                          |
|                    | Klose 80'                                | Reporte                        | Ayala 49'                            | Asistencia: 72 000 espectadores Árbitro(s): Ľuboš Micheľ | Asistencia: 72 000 espectadores Árbitro(s): Ľuboš Micheľ |
|                    |                                          | Tiros desde el punto penal     |                                      |                                                          |                                                          |
|                    | Neuville · Ballack · Podolski · Borowski |                                | Cruz · Ayala · Rodríguez · Cambiasso |                                                          |                                                          |

| 1          | Guardameta     | Jens Lehmann           |     |
| 3          | Defensa        | Arne Friedrich         |     |
| 16         | Defensa        | Philipp Lahm           |     |
| 17         | Defensa        | Per Mertesacker        |     |
| 21         | Defensa        | Christoph Metzelder    |     |
| 7          | Centrocampista | Bastian Schweinsteiger | 74' |
| 8          | Centrocampista | Torsten Frings         |     |
| 13         | Centrocampista | Michael Ballack        |     |
| 19         | Centrocampista | Bernd Schneider        | 62' |
| 11         | Delantero      | Miroslav Klose         | 86' |
| 20         | Delantero      | Lukas Podolski         |     |
| Entrenador | Entrenador     | Jürgen Klinsmann       |     |

| 1          | Guardameta     | Roberto Abbondanzieri | 71' |
| 2          | Defensa        | Roberto Ayala         |     |
| 3          | Defensa        | Juan Pablo Sorín      |     |
| 4          | Defensa        | Fabricio Coloccini    |     |
| 6          | Defensa        | Gabriel Heinze        |     |
| 8          | Centrocampista | Javier Mascherano     |     |
| 10         | Centrocampista | Juan Román Riquelme   | 72' |
| 18         | Centrocampista | Maxi Rodríguez        |     |
| 22         | Centrocampista | Lucho González        |     |
| 9          | Delantero      | Hernán Crespo         | 79' |
| 11         | Delantero      | Carlos Tévez          |     |
| Entrenador | Entrenador     | José Pékerman         |     |

| 22 | Centrocampista | David Odonkor   | 62' |
| 18 | Centrocampista | Tim Borowski    | 74' |
| 10 | Delantero      | Oliver Neuville | 86' |

| 12 | Guardameta     | Leo Franco        | 71' |
| 5  | Centrocampista | Esteban Cambiasso | 72' |
| 20 | Delantero      | Julio Cruz        | 79' |

| Anotado | 80' | Miroslav Klose | 1:1 |

| Anotado | 49' | Roberto Ayala | 0:1 |

| Oliver Neuville | Acierto de penal | 1:0 |                          |                   |
|                 |                  | 1:1 | Acierto de penal         | Julio Cruz        |
| Michael Ballack | Acierto de penal | 2:1 |                          |                   |
|                 |                  | 2:1 | Fallo de penal (atajado) | Roberto Ayala     |
| Lukas Podolski  | Acierto de penal | 3:1 |                          |                   |
|                 |                  | 3:2 | Acierto de penal         | Maxi Rodríguez    |
| Tim Borowski    | Acierto de penal | 4:2 |                          |                   |
|                 |                  | 4:2 | Fallo de penal (atajado) | Esteban Cambiasso |

| Amonestado | 3'   | Lukas Podolski |
| Amonestado | 94'  | David Odonkor  |
| Amonestado | 114' | Arne Friedrich |

| Amonestado | 46'   | Juan Pablo Sorín  |
| Amonestado | 60'   | Javier Mascherano |
| Amonestado | 88'   | Maxi Rodríguez    |
| Amonestado | 95'   | Julio Cruz        |
| Expulsado  | 120+' | Leandro Cufré     |

| Árbitro             | Ľuboš Micheľ       |
| Árbitros asistentes | Roman Slysko       |
| Árbitros asistentes | Martin Balko       |
| Cuarto árbitro      | Massimo Busacca    |
| Quinto árbitro      | Francesco Buragina |

| 1          | Guardameta     | Jens Lehmann           |     |
| 3          | Defensa        | Arne Friedrich         |     |
| 16         | Defensa        | Philipp Lahm           |     |
| 17         | Defensa        | Per Mertesacker        |     |
| 21         | Defensa        | Christoph Metzelder    |     |
| 7          | Centrocampista | Bastian Schweinsteiger | 74' |
| 8          | Centrocampista | Torsten Frings         |     |
| 13         | Centrocampista | Michael Ballack        |     |
| 19         | Centrocampista | Bernd Schneider        | 62' |
| 11         | Delantero      | Miroslav Klose         | 86' |
| 20         | Delantero      | Lukas Podolski         |     |
| Entrenador | Entrenador     | Jürgen Klinsmann       |     |

| 1          | Guardameta     | Roberto Abbondanzieri | 71' |
| 2          | Defensa        | Roberto Ayala         |     |
| 3          | Defensa        | Juan Pablo Sorín      |     |
| 4          | Defensa        | Fabricio Coloccini    |     |
| 6          | Defensa        | Gabriel Heinze        |     |
| 8          | Centrocampista | Javier Mascherano     |     |
| 10         | Centrocampista | Juan Román Riquelme   | 72' |
| 18         | Centrocampista | Maxi Rodríguez        |     |
| 22         | Centrocampista | Lucho González        |     |
| 9          | Delantero      | Hernán Crespo         | 79' |
| 11         | Delantero      | Carlos Tévez          |     |
| Entrenador | Entrenador     | José Pékerman         |     |

| 22 | Centrocampista | David Odonkor   | 62' |
| 18 | Centrocampista | Tim Borowski    | 74' |
| 10 | Delantero      | Oliver Neuville | 86' |

| 12 | Guardameta     | Leo Franco        | 71' |
| 5  | Centrocampista | Esteban Cambiasso | 72' |
| 20 | Delantero      | Julio Cruz        | 79' |

| Anotado | 80' | Miroslav Klose | 1:1 |

| Anotado | 49' | Roberto Ayala | 0:1 |

| Oliver Neuville | Acierto de penal | 1:0 |                          |                   |
|                 |                  | 1:1 | Acierto de penal         | Julio Cruz        |
| Michael Ballack | Acierto de penal | 2:1 |                          |                   |
|                 |                  | 2:1 | Fallo de penal (atajado) | Roberto Ayala     |
| Lukas Podolski  | Acierto de penal | 3:1 |                          |                   |
|                 |                  | 3:2 | Acierto de penal         | Maxi Rodríguez    |
| Tim Borowski    | Acierto de penal | 4:2 |                          |                   |
|                 |                  | 4:2 | Fallo de penal (atajado) | Esteban Cambiasso |

| Amonestado | 3'   | Lukas Podolski |
| Amonestado | 94'  | David Odonkor  |
| Amonestado | 114' | Arne Friedrich |

| Amonestado | 46'   | Juan Pablo Sorín  |
| Amonestado | 60'   | Javier Mascherano |
| Amonestado | 88'   | Maxi Rodríguez    |
| Amonestado | 95'   | Julio Cruz        |
| Expulsado  | 120+' | Leandro Cufré     |

| Árbitro             | Ľuboš Micheľ       |
| Árbitros asistentes | Roman Slysko       |
| Árbitros asistentes | Martin Balko       |
| Cuarto árbitro      | Massimo Busacca    |
| Quinto árbitro      | Francesco Buragina |

| Estadísticas      | Bandera de Alemania | Bandera de Argentina |
| Tiros             | 10                  | 12                   |
| Tiros a puerta    | 5                   | 5                    |
| Tiros en el palo  | 0                   | 1                    |
| Faltas            | 23                  | 32                   |
| Saques de esquina | 4                   | 6                    |
| Penaltis          | 0                   | 0                    |
| Fueras de juego   | 3                   | 3                    |
| Posesión de balón | 37%                 | 63%                  |

## Estadísticas

### Goleadores
Con tres goles, Maxi Rodríguez y Hernán Crespo fueron los máximos goleadores del equipo argentino. Este último ganó el premio de la Bota de plata, como segundo máximo goleador del torneo, por detrás de Miroslav Klose.
| #     | Jugador           | Anotado | PJ | Prom. | Jugada | Cabeza | Tiro libre | Penal |
| ----- | ----------------- | ------- | -- | ----- | ------ | ------ | ---------- | ----- |
| 1     | Hernán Crespo     | 3       | 4  | 0.75  | 3      |        |            |       |
|       | Maxi Rodríguez    | 3       | 5  | 0.6   | 3      |        |            |       |
| 2     | Javier Saviola    | 1       | 3  | 0.33  | 1      |        |            |       |
|       | Lionel Messi      | 1       | 3  | 0.33  | 1      |        |            |       |
|       | Carlos Tévez      | 1       | 4  | 0.25  | 1      |        |            |       |
|       | Esteban Cambiasso | 1       | 5  | 0.2   | 1      |        |            |       |
|       | Roberto Ayala     | 1       | 5  | 0.2   |        | 1      |            |       |
| Total | Total             | 11      | 5  | 2.2   | 10     | 1      |            |       |

### Asistencias
Con cuatro asistencias en total, Juan Román Riquelme fue el máximo asistidor de Argentina y del torneo.
| #     | Jugador             | Asistencia | Jugada | Cabeza | Tiro libre | Saque de esquina |
| ----- | ------------------- | ---------- | ------ | ------ | ---------- | ---------------- |
| 1     | Juan Román Riquelme | 4          | 2      |        |            | 2                |
| 2     | Carlos Tévez        | 1          | 1      |        |            |                  |
|       | Hernán Crespo       | 1          | 1      |        |            |                  |
|       | Javier Saviola      | 1          | 1      |        |            |                  |
|       | Juan Pablo Sorín    | 1          | 1      |        |            |                  |
|       | Lionel Messi        | 1          | 1      |        |            |                  |
| Total | Total               | 9          | 7      | 0      | 0          | 2                |

### Mejores goles
Los goles de Maxi Rodríguez, Esteban Cambiasso y Carlos Tévez a Serbia y Montenegro, por la segunda jornada del grupo C, y el gol de Maxi Rodríguez a México por los octavos de final, fueron elegidos mediante votación, como unos de los mejores diez goles del torneo.
| #    | Jugador            | Rival               | Minuto | Resultado parcial | Resultado final |
| ---- | ------------------ | ------------------- | ------ | ----------------- | --------------- |
| 1.°  | Maxi Rodríguez     | México              | 98'    | 2:1               | 2:1             |
| 2.°  | Esteban Cambiasso  | Serbia y Montenegro | 31'    | 2:0               | 6:0             |
| 3.°  | Joe Cole           | Suecia              | 34'    | 1:0               | 2:2             |
| 4.°  | Carlos Tévez       | Serbia y Montenegro | 84'    | 5:0               | 6:0             |
| 5.°  | Fabio Grosso       | Alemania            | 119'   | 1:0               | 2:0             |
| 6.°  | Philipp Lahm       | Costa Rica          | 6'     | 1:0               | 4:2             |
| 7.°  | Torsten Frings     | Costa Rica          | 87'    | 4:2               | 4:2             |
| 8.°  | Maxi Rodríguez     | Serbia y Montenegro | 6'     | 1:0               | 6:0             |
| 9.°  | Gianluca Zambrotta | Ucrania             | 6'     | 1:0               | 3:0             |
| 10.° | Steven Gerrard     | Trinidad y Tobago   | 90'    | 2:0               | 2:0             |

### Tarjetas disciplinarias

#### Fase de grupos
| #     | Jugador           | Amonestado | Otorgado · Expulsado | Expulsado | Sanción |
| ----- | ----------------- | ---------- | -------------------- | --------- | ------- |
| 1     | Esteban Cambiasso | 1          | 0                    | 0         |         |
|       | Gabriel Heinze    | 1          | 0                    | 0         |         |
|       | Hernán Crespo     | 1          | 0                    | 0         |         |
|       | Javier Mascherano | 1          | 0                    | 0         |         |
|       | Javier Saviola    | 1          | 0                    | 0         |         |
|       | Lucho González    | 1          | 0                    | 0         |         |
| Total | Total             | 6          | 0                    | 0         |         |

#### Fase de eliminación
| #     | Jugador           | Amonestado | Otorgado · Expulsado | Expulsado | Sanción |
| ----- | ----------------- | ---------- | -------------------- | --------- | ------- |
| 1     | Juan Pablo Sorín  | 2          | 0                    | 0         |         |
| 2     | Gabriel Heinze    | 1          | 0                    | 0         |         |
|       | Javier Mascherano | 1          | 0                    | 0         |         |
|       | Julio Cruz        | 1          | 0                    | 0         |         |
|       | Leandro Cufré     | 0          | 0                    | 1         |         |
|       | Maxi Rodríguez    | 1          | 0                    | 0         |         |
| Total | Total             | 6          | 0                    | 1         |         |